# Old Parish Church of St Congan

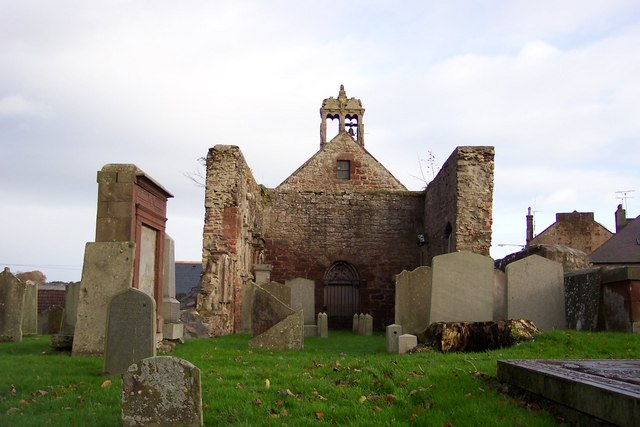
Old Parish Church of St Congan

Die Old Parish Church of St Congan ist eine ehemalige Pfarrkirche in der schottischen Kleinstadt Turriff in der Council Area Aberdeenshire. 1971 wurden ihre Ruinen in die schottischen Denkmallisten in der höchsten Denkmalkategorie A aufgenommen. Der zugehörige Friedhof ist hingegen als Kategorie-B-Bauwerk klassifiziert.

## Beschreibung
Das Baujahr der Old Parish Church of St Congan ist nicht bekannt. Sie soll am Ort des Gotteshauses stehen, das der Heilige Congan errichtete. Im Jahre 1214 wurde die Kirche der Benediktinerabtei Arbroath Abbey zugesprochen.
Das Kirchengebäude war mit einer Länge von 36,5 m bei einer Breite von 5,5 m verhältnismäßig lang. Sein Mauerwerk besteht aus Bruchstein. Heute ist noch ein 16 m langes Fragment des ostgerichteten Chors erhalten. An den Innenwänden finden sich drei Monument, die auf das Jahr 1580 beziehungsweise das 17. Jahrhundert datiert werden. Eine ursprünglich aus dem Krankenhaus Turriffs stammende skulpturierte Platte zeigt zehn Personen, darunter den Earl of Buchan. Auf dem erhaltenen Giebel sitzt ein Dachreiter mit zwei Kammern auf. Er trägt das offene Geläut; eine Glocke aus dem Jahre 1556. Die 1828 eingesetzte Uhr wurde 1797 aus Carnoustie nach Turriff verbracht.
Die frühesten Grabsteine auf dem umgebenden Friedhof stammen aus dem späten 17. Jahrhundert. Die im späten 17. Jahrhundert errichtete Friedhofspforte ist pilastriert. Ihr schmiedeeisernes Tor wurde im frühen 19. Jahrhundert gefertigt.